# 杉本真人
杉本 真人（すぎもと まさと、1949年4月30日 - ）は、東京都新宿区出身のシンガーソングライター。
作曲者としては「杉本眞人」、歌手としては「すぎもとまさと」と表記されることが多い。かつては「響わたる」の別名で楽曲提供を行っていた時期もある。

## 略歴
- 法政大学第一高等学校・法政大学社会学部卒業。
- 群馬テレビで放送中のニューカラオケ大賞に審査委員長としてレギュラー出演。
- 1972年 - ソングライターグループ「フォーメン」結成。
- 1975年 - 「フォーメン」解散。シングル「M氏への便り」でソロデビュー。
- 2003年11月 - まきのめぐみのデビューマキシシングル「つぐみ」のボーナストラックに、杉本がまきのに歌唱指導する様子を収録。
- 2007年11月4日から、レギュラー番組としてSTVラジオ・アール・エフ・ラジオ日本で「すぎもとまさとのBarスターライト」が開始。
- 2007年12月31日の第58回NHK紅白歌合戦に「すぎもとまさと」名義にて「吾亦紅」を歌い歌手として出場。紅白歌合戦に初出場する話題について、和田アキ子が「知らない人がいっぱいいる」「（すぎもとを）ぜんっぜん、存じ上げません!」と『ゴッドアフタヌーン アッコのいいかげんに1000回』の中で発言した。その後の調べにより、過去に「待ちわびて」と「つれづれ恋人」の2曲を提供していることが発覚し、翌日に放送された『アッコにおまかせ!』で和田が杉本に対し「これ以上、どうおわびしたらいいのか。紅白のリハーサルで、きちんとおわびしたい」と土下座して謝罪するという事態が起こった[4][5]。
- 2008年7月23日、湯原昌幸とのユニットルービー・ブラザーズで「ふたりで竜馬をやろうじゃないか」を発売した[6]。

## エピソード
- 大の読売ジャイアンツファン(特に原、中畑が現役で活躍していた頃から)で知られ、2008年4月24日のラジオ日本ジャイアンツナイター(対横浜戦・東京ドーム)にゲスト出演した[要出典]。

## ディスコグラフィ

### シングル
| #                                                  | 発売日                                      | タイトル                                    | B面                                             | 規格                                        | 規格品番                                    |
| - キングレコード / POP SHOP - 杉本真人 名義        | - キングレコード / POP SHOP - 杉本真人 名義 | - キングレコード / POP SHOP - 杉本真人 名義 | - キングレコード / POP SHOP - 杉本真人 名義     | - キングレコード / POP SHOP - 杉本真人 名義 | - キングレコード / POP SHOP - 杉本真人 名義 |
| -------------------------------------------------- | ------------------------------------------- | ------------------------------------------- | ----------------------------------------------- | ------------------------------------------- | ------------------------------------------- |
| 1st                                                | 1975年4月10日                               | M氏への便り                                 | マニラの夕陽                                    | EP                                          | BS-8001                                     |
| 2nd                                                | 1976年                                      | 君は友に抱かれて                            | 少女と紙風船                                    | EP                                          | GK-8010                                     |
| 3rd                                                | 1976年                                      | ものもらい                                  | 正月の一日                                      | EP                                          | BS-8017                                     |
| - 日本コロムビア / BLOW UP - すぎもとまさと 名義   |                                             |                                             |                                                 |                                             |                                             |
| 4th                                                | 1980年1月1日                                | キャシー                                    | 夜明けに                                        | EP                                          | LK-122-A                                    |
| - 東芝EMI / 東芝レコード - 杉本真人 名義           |                                             |                                             |                                                 |                                             |                                             |
| 5th                                                | 1988年7月24日                               | センチメンタル・番外編                      | センチメンタル・青春編                          | EP                                          | RT07-2127                                   |
| 5th                                                | 1988年7月24日                               | センチメンタル・番外編                      | センチメンタル・青春編                          | CT                                          | ZX10-7134                                   |
| - 東芝EMI / 東芝レコード - すぎもとまさと 名義     |                                             |                                             |                                                 |                                             |                                             |
| 6th                                                | 1993年12月15日                              | なんや知らんけど                            | 抱いてみたいだけ                                | 8cmCD                                       | TODT-3155                                   |
| 6th                                                | 1993年12月15日                              | なんや知らんけど                            | 抱いてみたいだけ                                | CT                                          | TOST-3155                                   |
| 7th                                                | 1996年6月26日                               | 花のように鳥のように                        | ジョーカー                                      | 8cmCD                                       | TODT-3756                                   |
| 8th                                                | 2000年4月12日                               | かもめの街/なんや知らんけど                 |                                                 | 8cmCD                                       | TODT-6003                                   |
| - テイチクエンタテインメント - すぎもとまさと 名義 |                                             |                                             |                                                 |                                             |                                             |
| 9th                                                | 2007年2月21日                               | 吾亦紅                                      | - ハートブレイク・ダンディー - Bar スターライト | Maxi                                        | TECA-12087                                  |
| 9th                                                | 2007年4月23日                               | 吾亦紅                                      | - ハートブレイク・ダンディー - Bar スターライト | CT                                          | TECA-12087                                  |
| 10th                                               | 2009年2月25日                               | 曙橋〜路地裏の少年〜                        | つつがなく (ニューバージョン)                   | Maxi                                        | TECA-12174                                  |
| 10th                                               | 2009年2月25日                               | 曙橋〜路地裏の少年〜                        | つつがなく (ニューバージョン)                   | CT                                          | TESA-12174                                  |
| 11th                                               | 2009年12月16日                              | 鮨屋で…                                     | 一時間だけのクリスマス・イヴ                    | Maxi                                        | TECA-12216                                  |
| 11th                                               | 2009年12月16日                              | 鮨屋で…                                     | 一時間だけのクリスマス・イヴ                    | CT                                          | TESA-12216                                  |
| 12th                                               | 2010年10月20日                              | 銀座のトンビ〜シングル・バージョン〜        | 純喫茶                                          | Maxi                                        | TECA-12260                                  |
| 12th                                               | 2010年10月20日                              | 銀座のトンビ〜シングル・バージョン〜        | 純喫茶                                          | CT                                          | TESA-12260                                  |
| 13th                                               | 2012年5月23日                               | 冬隣                                        | 花のように鳥のように                            | Maxi                                        | TECA-12343                                  |
| 13th                                               | 2012年5月23日                               | 冬隣                                        | 花のように鳥のように                            | CT                                          | TESA-12343                                  |
| 14th                                               | 2012年8月22日                               | かもめの街                                  | 忍冬                                            | Maxi                                        | TECA-12364                                  |
| 14th                                               | 2012年8月22日                               | かもめの街                                  | 忍冬                                            | CT                                          | TESA-12364                                  |
| 15th                                               | 2013年1月16日                               | アパートの鍵                                | 港町ジャズクラブ〜眠っていたラブレター〜        | Maxi                                        | TECA-12409                                  |
| 15th                                               | 2013年1月16日                               | アパートの鍵                                | 港町ジャズクラブ〜眠っていたラブレター〜        | CT                                          | TESA-12409                                  |
| 16th                                               | 2014年3月19日                               | くぬぎ                                      | ユウジ…                                         | Maxi                                        | TECA-12511                                  |
| 17th                                               | 2014年9月17日                               | Thanks〜さらば、よき友〜                    | 五月の空へ                                      | Maxi                                        | TECA-12548                                  |
| 18th                                               | 2017年1月18日                               | 別れの日に                                  | ありふれた人生だけど                            | Maxi                                        | TECA-13732                                  |
| 19th                                               | 2022年9月21日                               | 薄荷抄                                      | - 昭和最後の秋のこと - 街の灯り                 | Maxi                                        | TECA-22046                                  |

### アルバム

#### オリジナル・アルバム
|                                                                        | 発売日                                      | タイトル                                    | 規格                                        | 規格品番                                    |
| - キングレコード / POP SHOP - 杉本真人 名義                            | - キングレコード / POP SHOP - 杉本真人 名義 | - キングレコード / POP SHOP - 杉本真人 名義 | - キングレコード / POP SHOP - 杉本真人 名義 | - キングレコード / POP SHOP - 杉本真人 名義 |
| ---------------------------------------------------------------------- | ------------------------------------------- | ------------------------------------------- | ------------------------------------------- | ------------------------------------------- |
| 1st                                                                    | 1975年4月16日                               | あすふぁると                                | LP                                          | SKD-1027                                    |
| 2nd                                                                    | 1976年                                      | 遠路遥々                                    | LP                                          | SKD-1037                                    |
| - 日本コロムビア / BLOW UP - すぎもとまさと 名義                       |                                             |                                             |                                             |                                             |
| 3rd                                                                    | 1980年1月25日                               | 30のバラード                                | LP                                          | LX-7081-A                                   |
| - 東芝EMI / 東芝レコード - すぎもとまさと 名義                         |                                             |                                             |                                             |                                             |
| 4th                                                                    | 1994年4月8日                                | Only You〜魂をこめて〜                      | CD                                          | TOCT-8353                                   |
| 4th                                                                    | 1994年4月8日                                | Only You〜魂をこめて〜                      | CT                                          | TOTT-8353                                   |
| - テイチクエンタテインメント - すぎもとまさと with すぎもとバンド 名義 |                                             |                                             |                                             |                                             |
| 5th                                                                    | 2006年9月27日                               | Bar Starlight                               | CD                                          | TECE-28659                                  |
| 5th                                                                    | 2007年12月25日                              | Bar Starlight                               | CT                                          | TETE-28659                                  |
| - テイチクエンタテインメント - すぎもとまさと 名義                     |                                             |                                             |                                             |                                             |
| 6th                                                                    | 2008年9月24日                               | Heartful & Soulful                          | CD                                          | TECE-28784                                  |
| 6th                                                                    | 2008年9月24日                               | Heartful & Soulful                          | CT                                          | TETE-28784                                  |
| 7th                                                                    | 2010年8月25日                               | 純喫茶〜懐かしい場面〜                      | CD                                          | TECE-28927                                  |
| 8th                                                                    | 2014年10月22日                              | 20世紀に乾杯!                               | CD                                          | TECE-3292                                   |
| 9th                                                                    | 2016年9月14日                               | Route 67                                    | CD                                          | TECE-3383                                   |

#### セルフカバー・アルバム
|                                                    | 発売日                                             | タイトル                                           | 規格                                               | 規格品番                                           |
| - テイチクエンタテインメント - すぎもとまさと 名義 | - テイチクエンタテインメント - すぎもとまさと 名義 | - テイチクエンタテインメント - すぎもとまさと 名義 | - テイチクエンタテインメント - すぎもとまさと 名義 | - テイチクエンタテインメント - すぎもとまさと 名義 |
| -------------------------------------------------- | -------------------------------------------------- | -------------------------------------------------- | -------------------------------------------------- | -------------------------------------------------- |
| 1st                                                | 2013年1月16日                                      | すぎもとまさと Meets 阿久悠                        | CD                                                 | TECE-3127                                          |
| 2nd                                                | 2020年10月7日                                      | STAND by MY SONGS                                  | CD                                                 | TECE-3612                                          |

#### ベスト・アルバム
|                                                    | 発売日                                         | タイトル                                       | 規格                                           | 規格品番                                       |
| - 東芝EMI / 東芝レコード - すぎもとまさと 名義     | - 東芝EMI / 東芝レコード - すぎもとまさと 名義 | - 東芝EMI / 東芝レコード - すぎもとまさと 名義 | - 東芝EMI / 東芝レコード - すぎもとまさと 名義 | - 東芝EMI / 東芝レコード - すぎもとまさと 名義 |
| -------------------------------------------------- | ---------------------------------------------- | ---------------------------------------------- | ---------------------------------------------- | ---------------------------------------------- |
| 1st                                                | 2000年8月23日                                  | かもめの街 〜杉本眞人作品集〜                  | CD                                             | TOCT-26532                                     |
| 1st                                                | 2000年8月23日                                  | かもめの街 〜杉本眞人作品集〜                  | CT                                             | TOTT-24397                                     |
| - テイチクエンタテインメント - すぎもとまさと 名義 |                                                |                                                |                                                |                                                |
| 2nd                                                | 2011年11月9日                                  | すぎもとまさとベスト&ベスト                    | CD                                             | TECE-3028                                      |

#### コンピレーション・アルバム
|                                                    | 発売日                                       | タイトル                                     | 規格                                         | 規格品番                                     |
| - テイチクエンタテインメント - 杉本眞人 名義       | - テイチクエンタテインメント - 杉本眞人 名義 | - テイチクエンタテインメント - 杉本眞人 名義 | - テイチクエンタテインメント - 杉本眞人 名義 | - テイチクエンタテインメント - 杉本眞人 名義 |
| -------------------------------------------------- | -------------------------------------------- | -------------------------------------------- | -------------------------------------------- | -------------------------------------------- |
| 1st                                                | 2008年4月23日                                | 杉本眞人作品ベスト・セレクション             | CD                                           | TECE-33759                                   |
| - テイチクエンタテインメント - すぎもとまさと 名義 |                                              |                                              |                                              |                                              |
| 2nd                                                | 2013年7月17日                                | すぎもとまさと Meets ちあき哲也              | CD                                           | TECE-3161                                    |

### 映像作品
|                                                    | 発売日                                             | タイトル                                           | 規格                                               | 規格品番                                           |                                                    |
| - テイチクエンタテインメント - すぎもとまさと 名義 | - テイチクエンタテインメント - すぎもとまさと 名義 | - テイチクエンタテインメント - すぎもとまさと 名義 | - テイチクエンタテインメント - すぎもとまさと 名義 | - テイチクエンタテインメント - すぎもとまさと 名義 | - テイチクエンタテインメント - すぎもとまさと 名義 |
| -------------------------------------------------- | -------------------------------------------------- | -------------------------------------------------- | -------------------------------------------------- | -------------------------------------------------- | -------------------------------------------------- |
| 1st                                                | 2008年6月28日                                      | すぎもとまさとライブ HEARTFUL & SOULFUL            | DVD                                                | TEBE-38048                                         |                                                    |
| 2nd                                                | 2014年2月5日                                       | すぎもとまさとコンサート 2013 in Tokyo             | DVD                                                | TEBE-38156                                         |                                                    |
| 2nd                                                | 2019年9月18日                                      | 70th Birthday Live KOKI in Tokyo 2019              | DVD                                                | TEBE-43283                                         |                                                    |

### 参加作品
| 発売日         | 商品名                                                               | 歌                                           | 楽曲                                     | 備考                                                  |
| -------------- | -------------------------------------------------------------------- | -------------------------------------------- | ---------------------------------------- | ----------------------------------------------------- |
| 1979年         | みんなのアイドル ゼンダマン                                          | 杉本真人、池田勝、スクールメイツ・ブラザーズ | 「とんでもニャー猫ニャラボルタ」         | テレビアニメ『タイムボカンシリーズ ゼンダマン』挿入歌 |
| 1989年12月1日  | 外は雨だよ                                                           | 原田ゆかり、杉本真人                         | 「外は雨だよ」                           |                                                       |
| 1999年9月10日  | 港灯/夢ふたり                                                        | 八代亜紀、杉本眞人                           | 「港灯」                                 |                                                       |
| 2008年7月23日  | ふたりで竜馬をやろうじゃないか                                       | ルービー・ブラザーズ                         | 「ふたりで竜馬をやろうじゃないか」       |                                                       |
| 2008年7月23日  | ふたりで竜馬をやろうじゃないか                                       | ルービー・ブラザーズ                         | 「ハートブレイク・ダンディー」           |                                                       |
| 2009年10月21日 | すぎもとまさと&あさみちゆき スペシャルライブ〜渋谷AXで会いましょう〜 | すぎもとまさと&あさみちゆき                  | 「青春のたまり場」                       |                                                       |
| 2009年10月21日 | すぎもとまさと&あさみちゆき スペシャルライブ〜渋谷AXで会いましょう〜 | すぎもとまさと&あさみちゆき                  | 「紙ふうせん」                           |                                                       |
| 2009年10月21日 | すぎもとまさと&あさみちゆき スペシャルライブ〜渋谷AXで会いましょう〜 | すぎもとまさと&あさみちゆき                  | 「港のカラス」                           |                                                       |
| 2009年10月21日 | すぎもとまさと&あさみちゆき スペシャルライブ〜渋谷AXで会いましょう〜 | すぎもとまさと&あさみちゆき                  | 「井の頭線」                             |                                                       |
| 2009年10月21日 | すぎもとまさと&あさみちゆき スペシャルライブ〜渋谷AXで会いましょう〜 | すぎもとまさと&あさみちゆき                  | 「砂漠の子守唄」                         |                                                       |
| 2009年10月21日 | すぎもとまさと&あさみちゆき スペシャルライブ〜渋谷AXで会いましょう〜 | すぎもとまさと&あさみちゆき                  | 「東京迷子」                             |                                                       |
| 2009年10月21日 | すぎもとまさと&あさみちゆき スペシャルライブ〜渋谷AXで会いましょう〜 | すぎもとまさと&あさみちゆき                  | 「前夜祭」                               |                                                       |
| 2009年10月21日 | すぎもとまさと&あさみちゆき スペシャルライブ〜渋谷AXで会いましょう〜 | すぎもとまさと&あさみちゆき                  | 「黄昏シネマ」                           |                                                       |
| 2009年10月21日 | すぎもとまさと&あさみちゆき スペシャルライブ〜渋谷AXで会いましょう〜 | すぎもとまさと&あさみちゆき                  | 「聖橋で」                               |                                                       |
| 2009年10月21日 | すぎもとまさと&あさみちゆき スペシャルライブ〜渋谷AXで会いましょう〜 | すぎもとまさと&あさみちゆき                  | 「恋華草〜おれとあたし〜」               |                                                       |
| 2009年10月21日 | すぎもとまさと&あさみちゆき スペシャルライブ〜渋谷AXで会いましょう〜 | すぎもとまさと&あさみちゆき                  | 「鮨屋で…」                              |                                                       |
| 2009年10月21日 | すぎもとまさと&あさみちゆき スペシャルライブ〜渋谷AXで会いましょう〜 | すぎもとまさと&あさみちゆき                  | 「曙橋〜路地裏の少年〜」                 |                                                       |
| 2009年10月21日 | すぎもとまさと&あさみちゆき スペシャルライブ〜渋谷AXで会いましょう〜 | すぎもとまさと&あさみちゆき                  | 「冬隣」                                 |                                                       |
| 2009年10月21日 | すぎもとまさと&あさみちゆき スペシャルライブ〜渋谷AXで会いましょう〜 | すぎもとまさと&あさみちゆき                  | 「吾亦紅」                               |                                                       |
| 2009年10月21日 | すぎもとまさと&あさみちゆき スペシャルライブ〜渋谷AXで会いましょう〜 | すぎもとまさと&あさみちゆき                  | 「Bar スターライト                       |                                                       |
| 2009年10月21日 | すぎもとまさと&あさみちゆき スペシャルライブ〜渋谷AXで会いましょう〜 | すぎもとまさと&あさみちゆき                  | 「時間よ止まれ」                         |                                                       |
| 2009年10月21日 | すぎもとまさと&あさみちゆき スペシャルライブ〜渋谷AXで会いましょう〜 | すぎもとまさと&あさみちゆき                  | 「ナイアガラ〜マリリンモンローの伝説〜」 |                                                       |
| 2009年10月21日 | すぎもとまさと&あさみちゆき スペシャルライブ〜渋谷AXで会いましょう〜 | すぎもとまさと&あさみちゆき                  | 「ドスコイ・ダンシング」                 |                                                       |
| 2009年10月21日 | すぎもとまさと&あさみちゆき スペシャルライブ〜渋谷AXで会いましょう〜 | すぎもとまさと&あさみちゆき                  | 「センチメンタル・ゲイ・ブルース」       |                                                       |
| 2009年10月21日 | すぎもとまさと&あさみちゆき スペシャルライブ〜渋谷AXで会いましょう〜 | すぎもとまさと&あさみちゆき                  | 「元禄花見踊り」                         |                                                       |
| 2009年10月21日 | すぎもとまさと&あさみちゆき スペシャルライブ〜渋谷AXで会いましょう〜 | すぎもとまさと&あさみちゆき                  | 「どうか一つ!」                          |                                                       |
| 2009年10月21日 | すぎもとまさと&あさみちゆき スペシャルライブ〜渋谷AXで会いましょう〜 | すぎもとまさと&あさみちゆき                  | 「あなたの背中に」                       |                                                       |
| 2009年10月21日 | すぎもとまさと&あさみちゆき スペシャルライブ〜渋谷AXで会いましょう〜 | すぎもとまさと&あさみちゆき                  | 「[鮨屋で…」                             |                                                       |
| 2009年10月21日 | すぎもとまさと&あさみちゆき スペシャルライブ〜渋谷AXで会いましょう〜 | すぎもとまさと&あさみちゆき                  | 「花のように鳥のように」                 |                                                       |
| 2012年1月11日  | 泣きながら夢を見て                                                   | すぎもとまさと&チェウニ                      | 「泣きながら夢を見て」                   |                                                       |
| 2012年1月11日  | 泣きながら夢を見て                                                   | すぎもとまさと                               | 「あなたの背中に」                       |                                                       |
| 2014年8月20日  | ちょい悪 Vintage Boys                                                | ルービー・ブラザーズ                         | 「ちょい悪 Vintage Boys」                |                                                       |
| 2014年8月20日  | ちょい悪 Vintage Boys                                                | ルービー・ブラザーズ                         | 「悪友」                                 |                                                       |
| 2018年8月15日  | 涙は熱いんだな                                                       | ルービー・ブラザーズ                         | 「涙は熱いんだな」                       |                                                       |
| 2018年8月15日  | 涙は熱いんだな                                                       | ルービー・ブラザーズ                         | 「夕顔」                                 |                                                       |

### タイアップ
| 曲名                 | タイアップ                             | 収録作品                         |
| -------------------- | -------------------------------------- | -------------------------------- |
| 吾亦紅               | テレビ東京系『洋子の演歌一直線』挿入歌 | シングル「吾亦紅」               |
| 曙橋〜路地裏の少年〜 | NHKラジオ『ユア ソング』より           | シングル「曙橋〜路地裏の少年〜」 |

## 主な提供楽曲
(歌手名の五十音順)

### あ行
- 藍美代子「母」（作曲）
- 青山幸広「センチメンタルPUB」（作曲）
- 秋元順子  「ティ・アモ～風が吹いて～」  (作曲)
- あさみちゆき「紙ふうせん」「港のカラス」「砂漠の子守唄」「青春のたまり場」「聖橋で」「鮨屋で…」（作曲）
- 麻丘めぐみ「夜霧の出来事」「風暦」「雨もよう」「想い出のロシータ」（作曲、一部が響わたる名義）
- 芦川よしみ「燃える春です」「すっぱい夏」（作曲）
- 麻生よう子「あきらめ二重唱」（作曲）
- あべ静江「花嫁に捧げる唄」（作詞・作曲）
- 有森なつか 「グラスに愛をこめて」（作曲）
- 安西マリア「サヨナラ・ハーバーライト」「センチメンタル・グループ・サウンズ」（作曲・響わたる名義）
- 石川さゆり「恋は天下のまわりもの」「転がる石」「湯の花KOUTA」「夏、うれしいね」(作曲)
- 石原詢子「化粧なおし」「すみだ川夜曲」「母春秋」(作曲)
- 五木ひろし「それは…黄昏」「遠き昭和の…」（作曲）
- 五木ひろしwith堀内孝雄「ふたりで竜馬をやろうじゃないか」（作曲）
- 因幡晃「忍冬」（作曲）
- 岩波理恵「こんな夜はせつなくて」、「流星エアポート」（いわなみりえ名義）
- 尾形明美「ふりむけないの」「銀座さすらいびと」（作曲）
- 小川順子「お返事下さい」（作曲）
- 小沢亜貴子「虹のむこうに鐘が鳴る」「八月のクリスマス」（作曲）
- オレンジ・ペコ「姉さん」（作詞・作曲）

### か行
- 梶芽衣子「晩夏」（作曲）
- 門倉有希「カトレア」「哀愁の扉」「鬼百合」「合鍵」「あなたがすべて～Only Love～」「心も身体も」（作曲）
- KANA「ナイアガラ～マリリンモンローの伝説」「涙はいらない」「時間よ止まれ」「シャドー・フェイス」「センチメンタル・ゲイ・ブルース」「バーボン・ダブルで～哀愁のジャズシンガー」「リバーサイド・カフェ」「忍ばず・ものがたり～メリーゴーランドと君と」デュエット「Bar スターライト」（作曲）
- 兼田みえ子「詠み人しらず」（作曲）
- 佳山明生・貴美「泣きながら夢を見て」（作曲）
- 狩人「国道ささめ雪」（作曲）
- 川上大輔「アモーレ・アモーレ」（作曲）
- 木村進「博多花嫁」（作曲）
- キーボー「メリーゴーラウンド」（作曲）
- 桂銀淑「花のように鳥のように」「ベサメムーチョ」（作曲）
- 研ナオコ「オヽ神様」「ブルース」「ふられてやるさ」「夜行列車」「踊り子」「北風は知らない」（作曲）「夢枕」「見ないで」「もう…もう…」（作詞・作曲）
- 香西かおり「宇治川哀歌」（作曲）
- 伍代夏子「満月」（作曲）
- 小錦八十吉（KONISHIKI）「ドスコイ・ダンシング」（作詞・作曲）

小錦が現役時代にリリースする予定だった幻の楽曲。2010年にようやくリリースされた。
- 小早川毅彦・高橋亜貴子「魅惑のドレス」（作曲）
- 小林旭　「惚れた女が死んだ夜は」「水たまり」「遠き昭和の…」（作曲）
- 小林幸子「孔雀」(作曲)
- 小柳ルミ子「お久しぶりね」「今さらジロー」「乾杯!」（作詞・作曲）「いい気になるなよ」（作曲）
- 今陽子「東高円寺」（作曲）
- 近藤千裕「日暮れたら」（作曲）

### さ行
- 桜たまこ「東京娘」「おじさんルンバ」（作曲）
- 沢田美紀「知りつくされて」（作曲）
- 三東ルシア「砂漠のバラ」（作曲）
- しばたはつみ「Bye-Bye」（作曲）
- しゅうさえこ「きっとしあわせ」（作曲）
- 神野美伽「もう一度恋をしながら」（作曲）
- 吹田明日香「二人はmagic」（作曲）
- 坂本冬美「男の火祭り」（作曲）

### た行
- 滝里美「今度逢ったらふってやる!」（作詞・作曲）
- 田中義剛「ゆ・う・こ」（作曲）
- 谷口美千代「三味線師ロンリー・ブルー」（作曲）
- ちあきなおみ「かもめの街」「冬隣」「TOKYO挽歌」「嘘は罪」「紅い花」（作曲）
- ちあきまみ「ふられちゃったよ」（作曲）
- チェウニ「トーキョー・トワイライト」「星空のトーキョー」「Tokyoに雪が降る」「冬のひまわり」（作曲）
- チョン・ソヒ「TOKYO異邦人」「片隅のシネマ」（作曲）
- 寺島まゆみ「秘すれば恋」（作曲）
- 鳥羽一郎「北の鴎唄」「龍神」「ステーション」「羅臼の男」「男宿」(作曲)
- 近田春夫「哀愁専科」（作曲）

### な行
- 中条きよし「カサブランカ浪漫」（作曲）[9]
- 新沼謙治「村祭りの前に」「男のやせがまん」「流浪人-さすらいびと-」（作曲）
- 西田敏行「虹」（作曲）

### は行
- 間寛平「花の芸能界」（作曲）
- 原田ゆかり「元禄花見踊り」（作曲）
- 藤圭子「東京迷路」（作曲）
- 藤本美貴「置き手紙」（作曲）※堀内孝雄と競作
- 細川たかし「うかれ節」（作曲）

### ま行
- まきのめぐみ「つぐみ」（作曲）
- 真木ひでと「東京のどこかに」（作曲)
- マルシア「Yours~時のいたずら~」（作曲）
- 美空ひばり「みれん酒」「昭和ひとり旅」「なつかしい場面/恋夜曲」（作曲）
- 都はるみ「今ひとたびの～Vaya Con Dios～」「風雪夫婦花」（作曲）
- 三善英史「愛」(作曲)
- 森進一「冬の桑港」（作曲）

### や行
- やしきたかじん「おやすみDon't You Cry」（作曲）
- 八代亜紀「ほんね」（作曲）
- 安田一葉「かもめの街」「空に刺さった三日月」（作曲）
- 山口かおる「月の砂時計」（作曲）
- 湯原昌幸「冬桜」「都忘れ」「柚子」（作曲）
- ヨコハマセブン「夢街道」「横浜ムーンライト」(作曲)
- 吉幾三「男酔い」（作曲）

### ら行
- れいか (歌手)「優しい嘘をください」「醜聞(スキャンダル)は夜作られる」「貯金の好きな女」「紅い月のアモーレ」「OSAKAレイニーブルース」「東京ボレロ」（作曲）

### わ行
- 和田アキ子「待ちわびて」「つれづれ恋人」（作曲）
- 渡辺徹「気になるあいつ」（作曲）
- 渡哲也「雨降り花」「彷徨人」「ほおずき」「青春ばんから」「北海峡」「逢いたかったよ」（作曲）
- 渡哲也・いしだあゆみ「わかれ道」（作曲）
- 渡哲也・松坂慶子「ラストシーンは見たくない」（作曲）

## テレビ劇中歌など
- 1977年 - GAME「大都会 PARTIIテーマ」（作曲）

## テレビ出演
- カラオケチャンネル（群馬テレビ）審査委員長
- 杉本眞人おもいやりモーニング(テレビ信州)